# Голям Юган
Голям Юган (на руски: Большай Юган) е река в Русия, Западен Сибир, Ханти-Мансийски автономен окръг, Тюменска област, ляв приток на река Об.
Дължината ѝ е 1063 km, което ѝ отрежда 43 място по дължина сред реките на Русия.
Река Голям юган води началото си от блатата разположени в западната част на Васюганската равнина, на 122 m н.в., в южната част на Ханти-Мансийския автономен окръг, Тюменска област. По цялото си протежение реката тече през Западносибирската равнина в началото в северна посока, а след това в западна, северна и накрая – в северозападна. Руслото на Голям Юган изобилства със стотици меандри, изоставени старици, малки езера и блата, а течението е бавно. Влива се отляво в река Об (в Юганския проток) при нейния 1351 km, на 29 m н.в., при село Уст Юган, Ханти-Мансийски автономен окръг.
Водосборният басейн на Голям Юган обхваща площ от 34 700 km2, което представлява 1,16% от водосборния басейн на река Об. Водосборния басейн на реката обхваща части на Ханти-Мансийския автономен окръг. Във водосборния басейн на реката има около 8000 малки езера с обща площ от 545 km2.
Границите на водосборния басейн на реката са следните:
- на североизток – водосборните басейни на реките Кульоган и други по-малки, леви притоци на Об;
- на изток – водосборния басейн на река Васюган, ляв приток на Об;
- на юг – водосборния басейн на река Иртиш, ляв приток на Об;
- на запад – водосборния басейн на река Голям Салим, ляв приток на Об;

Река Голям Юган получава 76 притока с дължина над 20 km, като 9 от тях са с дължина над 100 km:
- 835 ← Локумъягун 154 / 1040, при село Ларломкини
- 670 → Сугмутенъях 372 / 2060, на 12 km югоизточно от село Тайлаково
- 607 → Лоолях 124 /
- 521 → Епелпетях 114 / 1300
- 385 ← Ентълкурусъях 130 / 758
- 362 → Айкурусъях 123 / 659
- 274 ← Липикъяха 107 / 560
- 191 ← Ньогусъях 298 / 3100
- 121 ← Малък Юган 521 / 10 200, при село Малоюгански

Подхранването на реката е предимно снегово. Среден годишен отток на 118 km от устието 177,67 m3/s. Замръзва през октомври или началото на ноември, а се размразява в края на април или началото на май.
По течението на реката са разположени шест села.
Около течението на реката и в нейния водосборен басейн са разположени големи находища на нефт и газ. При високи води е плавателна на 165 km от устието.